# あつまれ!ドレミッコ
『あつまれ!ドレミッコ』は、1976年4月5日から同年6月28日までフジテレビ系列局で放送されていたフジテレビ製作の子供向け音楽バラエティ番組である。全13回。放送時間は毎週月曜 19:00 - 19:30 （日本標準時）。
正式名称は「ハッピーマンデー あつまれ!ドレミッコ」であるが、新聞のテレビ欄においては表題通りの表記が用いられている。

## 概要
子供向けの音楽番組で、スタジオに集まった子供たちとその家族が音楽を使った遊びに参加していた。司会は、1975年まで『ママとあそぼう!ピンポンパン』のお姉さん役を務めていた石毛恭子が務めていた。
番組は、一般家族のほかに芸能人もゲストに迎えて行われていた。初回では「お母さんの恋人」と銘打ち、加山雄三と上條恒彦をゲストに迎えていた。

## 出演者
- 石毛恭子
- 藤村俊二 - 第3回からレギュラー出演。

## スタッフ
- 構成：鈴木悦夫
- 音楽：前田憲男
- 演出：石黒正保、新井義春
- 制作協力：フジプロダクション
- 制作著作：フジテレビ

参考：“脚本詳細データ”.  日本脚本アーカイブズ推進コンソーシアム（出典：国立国会図書館）. 2016年6月15日閲覧。

## サブタイトル・ゲスト
| 回 | 放送日  | サブタイトル                         | 主なゲスト               |
| -- | ------- | ------------------------------------ | ------------------------ |
| 1  | 4月5日  | お母さんの恋人加山雄三さん           | 加山雄三、上條恒彦       |
| 2  | 4月12日 | おじさんだってシンガーソングライター | 小林亜星                 |
| 3  | 4月19日 | サワヤカしのぶちゃん                 | 大竹しのぶ               |
| 4  | 4月26日 | オンチなんていないぞ                 | 梓みちよ                 |
| 5  | 5月3日  | 伸介・沙織の歌合戦                   | 三波伸介、南沙織         |
| 6  | 5月10日 | （サブタイトル無し）                 | 加山雄三、佐渡鬼太鼓     |
| 7  | 5月17日 | （サブタイトル無し）                 | 西城秀樹、小林亜星       |
| 8  | 5月24日 | （サブタイトル無し）                 | 井上順                   |
| 9  | 5月31日 | （サブタイトル無し）                 | ずうとるび、上條恒彦     |
| 10 | 6月7日  | （サブタイトル無し）                 | 岩崎宏美、天地真理       |
| 11 | 6月14日 | （サブタイトル無し）                 | ずうとるび、チェリッシュ |
| 12 | 6月21日 | （サブタイトル無し）                 | 井上順                   |
| 13 | 6月28日 | （サブタイトル無し）                 | 上條恒彦                 |

参考：『読売新聞縮刷版』読売新聞社、1976年4月5日付 - 6月28日付のラジオ・テレビ欄。